# Atentado de Shankill Road

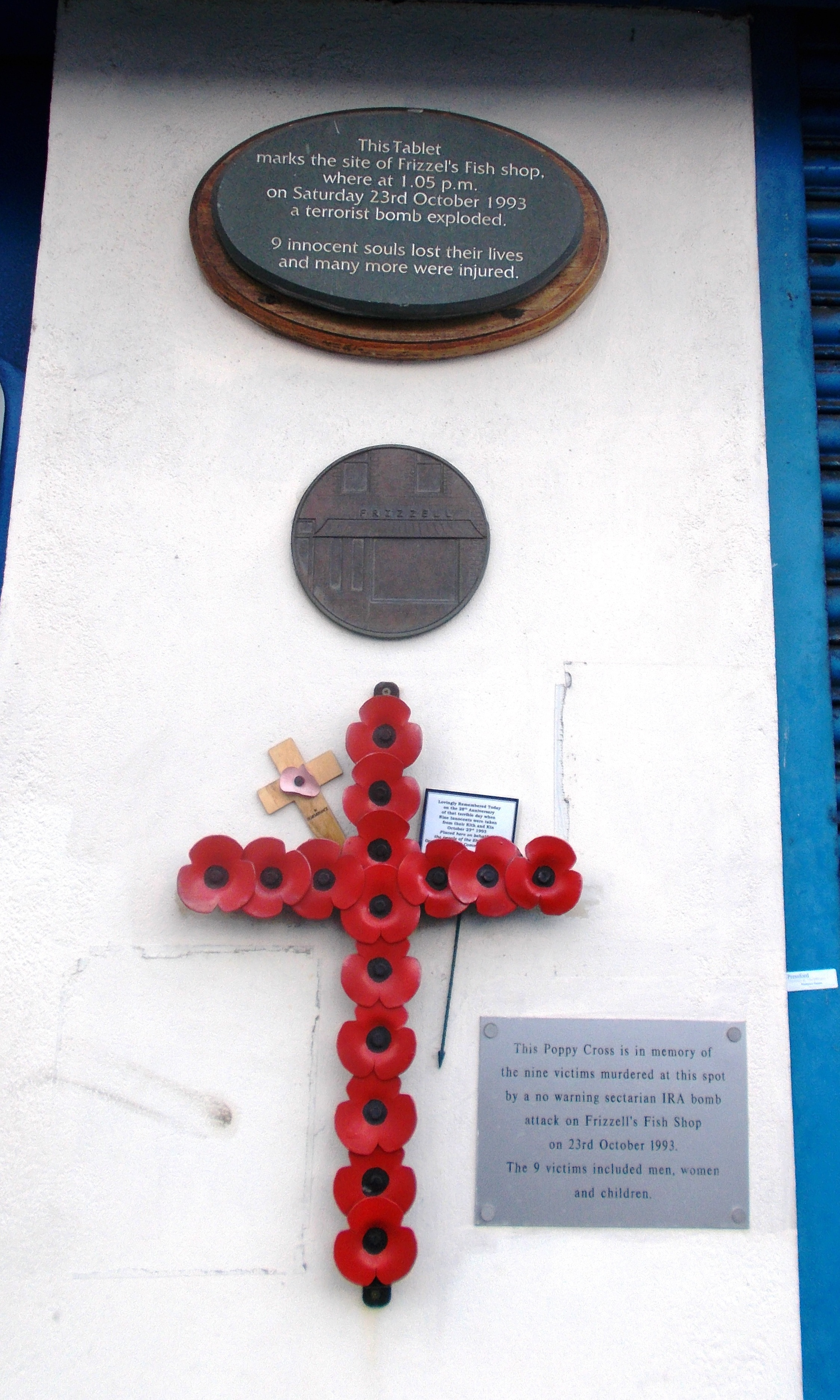
Monumento a las víctimas fatales del atentado de Shankill Road.

El atentado de Shankill Road (23 de octubre de 1993) fue un atentado del IRA Provisional que se cobró la vida de 10 personas en el barrio de Shankill, en Belfast (Irlanda del Norte).
Ese día, según el propio IRA, estaba prevista la reunión de numerosos líderes de grupos lealistas, incluyendo a la Asociación en Defensa del Úlster (UDA) y al líder de los Ulster Freedom Fighters, su rama armada. La reunión se desarrollaría en el piso superior de una pescadería en Shankill Road (un lugar que ya había sido escenario de otros atentados). Sin embargo, por alguna razón desconocida, la reunión no se celebró.
El IRA, que creía que la reunión se llevaría a cabo, consideró la oportunidad de acabar con la mayoría de los líderes lealistas. Para supuestamente asesinar a esos líderes unionistas, el IRA envió a dos de sus militantes, relativamente jóvenes, que entraron en el edificio vestidos como repartidores y colocaron la bomba bajo unas bandejas de plástico. Sin embargo, esta detonó prematuramente. Al ser sábado por la tarde, la tienda estaba repleta de personas.
La bomba derribó un bloque entero del complejo comercial, siendo percibida desde los puntos más lejanos de Belfast. Diez personas, incluido uno de los militantes del IRA, murieron en el atentado; 56 personas resultaron heridas. Al día siguiente el IRA anunció en un comunicado que la bomba había estallado antes de lo previsto, calificando el atentado de "trágicamente erróneo".
Este atentado dio comienzo a una serie de represalias por parte de los lealistas, que asesinarían a 19 personas en los dos siguientes meses, siete de ellas en la conocida como Masacre de Greysteel.